# Maxmilián III. Habsburský
Maxmilián III. Habsburský (12. října 1558 Vídeňské Nové Město – 2. listopadu 1618 Vídeň) byl členem rodu Habsburků a od roku 1612 až do své smrti arcivévodou Předních Rakous. Krátce byl také znám jako Maxmilián Polský během svého nároku na polský trůn. Poté, co se mu nepodařilo být zvolen polským králem, rozpoutal válku o polské dědictví, ve které byl poražen Zikmundem III. Vasou. Zastával také funkci velmistra Řádu německých rytířů.

## Život

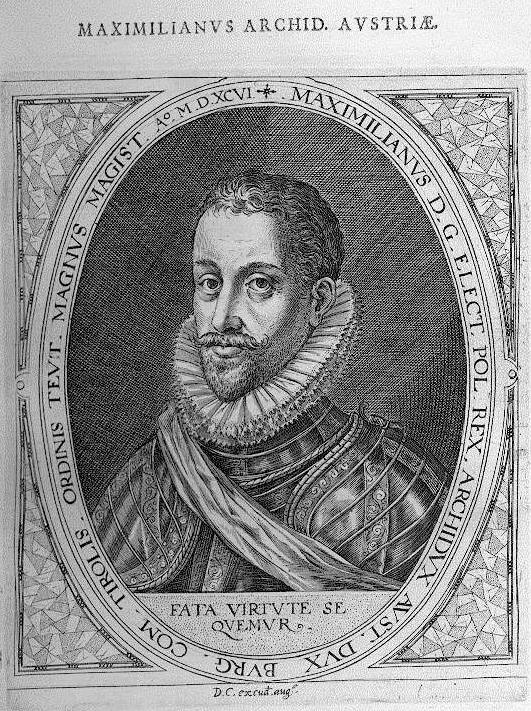
Maxmilián III.

### Původ, mládí
Narodil se jako deváté dítě a šestý syn (třetí dosáhnuvší dospělosti) ze šestnácti potomků císaře Maxmiliána II. a jeho manželky, španělské infantky Marie; jako takový byl vnukem císaře Ferdinanda I. i jeho bratra Karla V. Španělského.
Na rozdíl od svých starších bratrů Rudolfa, Arnošta, Albrechta a Václava, vychovávaných u dvora svého strýce Filipa II. ve Španělsku, byli Maxmilián a jeho bratr Matyáš vychováváni u konfesně otevřenějšího vídeňského dvora.

### Velmistr řádu německých rytířů
Jako třetí syn Maxmiliána II. neměl naději na vládu v habsburské monarchii a hledal tedy uplatnění v církevní kariéře. Po otcově smrti se snažil s podporou bratra Rudolfa získat některý z významných biskupských úřadů v říši. Teprve roku 1585 se mu podařilo obsadit důležitou pozici v řádu německých rytířů, funkci koadjutora, která mu zaručovala nástupnictví v úřadu velmistra. Stal se tak prvním v řetězci habsburských velmistrů, trvajícím až do zániku monarchie.

### Uchazeč o polský trůn
Když se v roce 1587 uvolnil polský trůn, byl arcivévoda Maxmilián jedním z nejvážnějších kandidátů. Z kandidatury postupně vytlačil jak svého strýce Ferdinanda Tyrolského, tak i bratra Arnošta. Nakonec však většina polských stavů přiklonila k jeho nejvážnějšímu protivníkovi, švédskému princi Zikmundovi III. Prohabsburská menšina ovšem zvolila Maxmiliána a ten se rozhodl volbu přijmout a trůn si vybojovat. V září složil v Olomouci před vyslanci polské šlechty královský slib a vzápětí vpadl se slabou armádou do Polska. V lednu roku 1588 byl při ústupu do Slezska v bitvě u Byčiny poražen a zajat polským kancléřem a vlivným Zikmundovým příznivcem Janem Zámojským. Po více než jedenapůlletém zajetí byl propuštěn na základě bedzinsko-bytomské smlouvy. Polské koruny se zřekl až o devět let později v roce 1598.

### Nabídka k sňatku
Ruský car Boris Godunov si jej vyhlédl jako ženicha pro svou dceru Xenii a v roce 1599 k Maxmiliánovi vypravil na námluvy poselstvo vedené A. Vlasevem. Zamýšlel dát své dceři „k věčné vládě“ Tverské knížectví a rozdělit Polsko mezi Rusko, Xeniina ženicha a cara. Avšak Godunov potřeboval, aby dceřin manžel žil v Rusku: „nejjasnější velkokníže má pouze jedinou dceru, propustit ji jakkoli není možno“. Ze zamýšleného plánu však sešlo především proto, že Maxmiliánovo přestoupení k pravoslavné víře bylo základní, avšak neakceptovatelnou podmínkou sňatku.

## Hodnosti
Roku 1590 se stal velmistrem řádu německých rytířů. V polovině 90. let 17. století se účastnil války s Turky v Uhrách, roku 1594 jej Rudolf II. jmenoval velitelem jižního křídla fronty. V letech 1596–1597 byl vrchním velitelem císařské armády. V následujících letech se snažil o roli zprostředkovatele mezi znepřátelenými bratry Rudolfem II. a Matyášem, přičemž byl postupně nakloněn Matyášovi. V roce 1602 se ujal regentství v Tyrolsku. Za vlády bezdětného Matyáše podporoval nástupnické snahy Ferdinanda Štýrského, pozdějšího císaře Ferdinanda II.
Po vypuknutí českého stavovského povstání byl nekompromisním přívržencem radikálního zápasu s povstalci, a proto spolu s Ferdinandem Štýrským nechal v červenci roku 1618 zajmout a uvěznit Matyášova diplomata a důvěrníka kardinála Melchiora Klesla, který prosazoval kompromisní přístupy. Několik měsíců nato však zemřel a byl pohřben v Innsbrucku.

## Vývod z předků
|                           |                          |  |                         |                             |  |  |  |  |  |  |  | Maxmilián I. Habsburský |
|                           |                          |  |                         |                             |  |  |  |  |  |  |  |                         |
|                           | Filip I. Kastilský       |  |                         |                             |  |  |  |  |  |  |  |                         |
|                           |                          |  |                         |                             |  |  |  |  |  |  |  |                         |
|                           |                          |  |                         | Marie Burgundská            |  |  |  |  |  |  |  |                         |
|                           |                          |  |                         |                             |  |  |  |  |  |  |  |                         |
|                           | Ferdinand I. Habsburský  |  |                         |                             |  |  |  |  |  |  |  |                         |
|                           |                          |  |                         |                             |  |  |  |  |  |  |  |                         |
|                           |                          |  |                         | Ferdinand II. Aragonský     |  |  |  |  |  |  |  |                         |
|                           |                          |  |                         |                             |  |  |  |  |  |  |  |                         |
|                           | Jana I. Kastilská        |  |                         |                             |  |  |  |  |  |  |  |                         |
|                           |                          |  |                         |                             |  |  |  |  |  |  |  |                         |
|                           |                          |  |                         | Isabela I. Kastilská        |  |  |  |  |  |  |  |                         |
|                           |                          |  |                         |                             |  |  |  |  |  |  |  |                         |
|                           | Maxmilián II. Habsburský |  |                         |                             |  |  |  |  |  |  |  |                         |
|                           |                          |  |                         |                             |  |  |  |  |  |  |  |                         |
|                           |                          |  |                         | Kazimír IV. Jagellonský     |  |  |  |  |  |  |  |                         |
|                           |                          |  |                         |                             |  |  |  |  |  |  |  |                         |
|                           | Vladislav Jagellonský    |  |                         |                             |  |  |  |  |  |  |  |                         |
|                           |                          |  |                         |                             |  |  |  |  |  |  |  |                         |
|                           |                          |  |                         | Alžběta Habsburská          |  |  |  |  |  |  |  |                         |
|                           |                          |  |                         |                             |  |  |  |  |  |  |  |                         |
|                           | Anna Jagellonská         |  |                         |                             |  |  |  |  |  |  |  |                         |
|                           |                          |  |                         |                             |  |  |  |  |  |  |  |                         |
|                           |                          |  |                         | Gaston II. z Foix-Candale   |  |  |  |  |  |  |  |                         |
|                           |                          |  |                         |                             |  |  |  |  |  |  |  |                         |
|                           | Anna de Foix a Candale   |  |                         |                             |  |  |  |  |  |  |  |                         |
|                           |                          |  |                         |                             |  |  |  |  |  |  |  |                         |
|                           |                          |  |                         | Kateřina z Foix-Candale     |  |  |  |  |  |  |  |                         |
|                           |                          |  |                         |                             |  |  |  |  |  |  |  |                         |
| Maxmilián III. Habsburský |                          |  |                         |                             |  |  |  |  |  |  |  |                         |
|                           |                          |  |                         |                             |  |  |  |  |  |  |  |                         |
|                           |                          |  | Maxmilián I. Habsburský |                             |  |  |  |  |  |  |  |                         |
|                           |                          |  |                         |                             |  |  |  |  |  |  |  |                         |
|                           | Filip I. Kastilský       |  |                         |                             |  |  |  |  |  |  |  |                         |
|                           |                          |  |                         |                             |  |  |  |  |  |  |  |                         |
|                           |                          |  |                         | Marie Burgundská            |  |  |  |  |  |  |  |                         |
|                           |                          |  |                         |                             |  |  |  |  |  |  |  |                         |
|                           | Karel V. Habsburský      |  |                         |                             |  |  |  |  |  |  |  |                         |
|                           |                          |  |                         |                             |  |  |  |  |  |  |  |                         |
|                           |                          |  |                         | Ferdinand II. Aragonský     |  |  |  |  |  |  |  |                         |
|                           |                          |  |                         |                             |  |  |  |  |  |  |  |                         |
|                           | Jana I. Kastilská        |  |                         |                             |  |  |  |  |  |  |  |                         |
|                           |                          |  |                         |                             |  |  |  |  |  |  |  |                         |
|                           |                          |  |                         | Isabela I. Kastilská        |  |  |  |  |  |  |  |                         |
|                           |                          |  |                         |                             |  |  |  |  |  |  |  |                         |
|                           | Marie Španělská          |  |                         |                             |  |  |  |  |  |  |  |                         |
|                           |                          |  |                         |                             |  |  |  |  |  |  |  |                         |
|                           |                          |  |                         | Ferdinand Portugalský       |  |  |  |  |  |  |  |                         |
|                           |                          |  |                         |                             |  |  |  |  |  |  |  |                         |
|                           | Manuel I. Portugalský    |  |                         |                             |  |  |  |  |  |  |  |                         |
|                           |                          |  |                         |                             |  |  |  |  |  |  |  |                         |
|                           |                          |  |                         | Beatrice, vévodkyně z Viseu |  |  |  |  |  |  |  |                         |
|                           |                          |  |                         |                             |  |  |  |  |  |  |  |                         |
|                           | Isabela Portugalská      |  |                         |                             |  |  |  |  |  |  |  |                         |
|                           |                          |  |                         |                             |  |  |  |  |  |  |  |                         |
|                           |                          |  |                         | Ferdinand II. Aragonský     |  |  |  |  |  |  |  |                         |
|                           |                          |  |                         |                             |  |  |  |  |  |  |  |                         |
|                           | Marie Aragonská          |  |                         |                             |  |  |  |  |  |  |  |                         |
|                           |                          |  |                         |                             |  |  |  |  |  |  |  |                         |
|                           |                          |  |                         | Isabela I. Kastilská        |  |  |  |  |  |  |  |                         |
|                           |                          |  |                         |                             |  |  |  |  |  |  |  |                         |